# Stenaria
Stenaria là một chi thực vật có hoa trong họ Thiến thảo (Rubiaceae).

## Loài
Chi Stenaria gồm các loài: